# South Somercotes
South Somercotes est une paroisse civile et un village du Lincolnshire, en Angleterre.